# Marmosops cracens
Marmosops cracens là một loài động vật có vú trong họ Didelphidae, bộ Didelphimorphia. Loài này được Handley & Gordon mô tả năm 1979.